# سیگرید برنسون
سیگرید برنسون (به انگلیسی: Sigrid Bernson) (زاده ۲۸ دسامبر ۱۹۸۸) خواننده سوئدی است.